# Ischnocnema bocaina
Ischnocnema bocaina — вид жаб родини короткоголових (Brachycephalidae). Описаний у 2019 році.

## Поширення
Ендемік Бразилії. Поширений у гірському масиві Бокайна в штаті Сан-Паулу на південному сході країни.

## Опис
Дрібна жаба, завдовжки 19 мм, темно-коричневого забарвлення.